# Paroisse d'Iberville
La paroisse d'Iberville (en anglais : Iberville Parish) est située dans l'État américain de la Louisiane. Son siège est à Plaquemine. Selon le recensement de 2020, sa population est de 30 241 habitants. La paroisse est nommée en l'honneur de Pierre Le Moyne d'Iberville, le fondateur de la colonie de la Louisiane. Elle est une des 22 paroisses de la région officielle de l'Acadiane.

## Géographie
La paroisse a une superficie de 1 602 km2 de terre émergée et de 89 km2 d'eau. Elle est enclavée entre la paroisse de la Pointe Coupée au nord-ouest, la paroisse de Baton Rouge Ouest au nord, la paroisse de Baton Rouge Est au nord-est, la paroisse de l'Ascension à l'est, la paroisse de l'Assomption au sud-est, la paroisse de l'Ibérie au sud, et la paroisse de Saint-Martin à l'ouest.  

### Municipalités
- Grosse Tête
- Maringouin
- Plaquemine
- Rosedale
- Saint-Gabriel
- White Castle

## Démographie
| Groupe          | Paroisse de l'Iberville | Louisiane | États-Unis |
| --------------- | ----------------------- | --------- | ---------- |
| Afro-Américains | 49,3                    | 32,0      | 12,6       |
| Blancs          | 48,8                    | 62,6      | 72,4       |
| Métis           | 0,8                     | 1,6       | 2,9        |
| Autres          | 0,7                     | 1,6       | 6,4        |
| Asiatiques      | 0,3                     | 1,6       | 4,8        |
| Amérindiens     | 0,2                     | 0,7       | 0,9        |
| Total           | 100                     | 100       | 100        |
|                 |                         |           |            |
| Hispaniques     | 2,0                     | 37,6      | 16,7       |

Selon l'American Community Survey, en 2010, 95,73 % de la population âgée de plus de 5 ans déclare parler l'anglais à la maison, 2,07 % le français, 1,75 % l'espagnol et 0,45 % une autre langue.